# تمدن کیکلادی

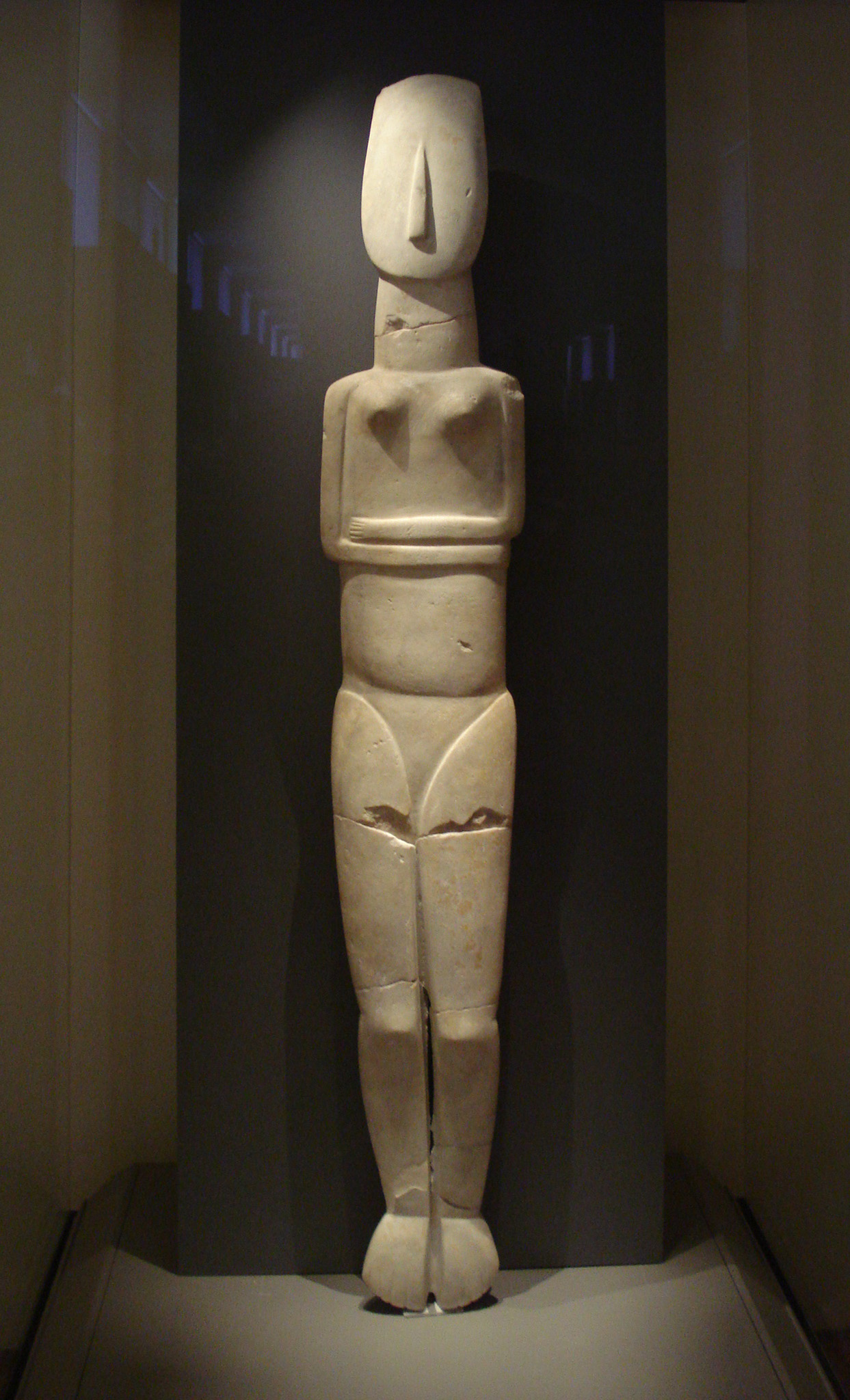
بت کیکلادی از جنس سنگ مرمر; ۱٫۵ متر ارتفاع (دومین نمونه شناخته شده ازمجسمه‌سازی در فرهنگ کیکلادی. ۲۸۰۰–۲۳۰۰ سال قبل از میلاد

تمدن کیکلادی یک دوره و فرهنگ در جزایر کیکلادس و سرزمین یونان در اوایل عصر برنز است که حدود ۳۲۰۰ تا ۱۱۰۰ پیش از میلاد به درازا می‌انجامد.فرهنگ و تمدن کیکلادی همراه با دو تمدن مینوسی و فرهنگ هلاسی در یونان از سه فرهنگ اصلی اژه محسوب می‌شوند که دائم بر روی هم تأثیر می‌گذاشتند.

## دوره نوسنگی
تقریباً تمام اطلاعات جمع‌آوری شده از هنر دوره نوسنگی تمدن کیکلادی از حفاری مناطق سالیگس و آنتیپاروس به دست آمده. سفال‌های این دوره شباهت زیادی به هنر منطقه کرت و خاک یونان دارد.

## مجسمه‌های کیکلادی
معروفترین و شناخته‌شده‌ترین هنر این دوره، مجسمه‌های سپرگونه از جنس مرمر است که تحت عنوان «بت» شناخته می‌شوند. اندازه این مجسمه‌ها معمولاً کوچک است اما مجسمه‌هایی به ابعاد و اندازه یک انسان هم کشف شده‌اند. تاکنون فرضیه‌های گوناگونی برای هدف ساخت این بت‌ها بیان شده. برای مثال این فرضیه وجود دارد که این مجسمه‌ها برای مراسم خاکسپاری استفاده می‌شده‌اند و همانند یک خدمتکار برای متوفی عمل می‌کردند. اما فرضیه دیگری می‌گوید که این مجسمه‌ها در زندگی روزانه فرد نیز نقش داشتند و بعد از مرگ صاحبخانه همراه با وی دفن می‌شدند.از معروفترین مجسمه‌های این دوره مجسمه چنگ‌نوازی است که بروی یک صندلی نشسته‌است.